# 115-й Конгресс США
Сто пятна́дцатый Конгре́сс США — заседание Конгресса США, действовавшее в Вашингтоне с 3 января 2017 года по 3 января 2019 года в период последних недель президентства Барака Обамы и первых двух лет президентства Дональда Трампа. Обе палаты, состоящие из Сената и Палаты представителей, имели республиканское большинство. Распределение мест в Палате представителей было основано на переписи населения Соединённых Штатов в 2010 году.
Некоторые политологи охарактеризовали законодательные достижения Конгресса как скромные, учитывая, что и Конгресс, и президентство находились под контролем Республиканской партии. Согласно современному исследованию, «большинство Республиканской партии в Палате представителей и Сенате изо всех сил пыталось принять законы: партийные расколы и президент часто подрывали республиканскую повестку дня. В частности, столкновения внутри и между двумя сторонами (например, по вопросам здравоохранения) нарушили старые способы ведения бизнеса».

## Важные события
- 11 января 2017 года—12 января 2017 года — Сенат на ночной сессии предпринял первые шаги по отмене Закона о защите пациентов и доступном здравоохранении Obamacare[4]. Окончательное голосование было 51 голосом против 48 за одобрение бюджетной резолюции, позволяющей отменить широкую часть Закона о доступном медицинском обслуживании посредством процесса, известного как согласование бюджета[5].
- 20 января 2017 года — президентская инаугурация Дональда Трампа
- 28 февраля 2017 года — выступление Дональда Трампа на совместном заседании Конгресса
- 14 июня 2017 года — парламентский организатор в Палате представителей Стивен Скэлис и пять других человек были ранены в результате стрельбы во время тренировки бейсбольной команды Конгресса
- 24 октября 2017 года—14 декабря 2017 года — политические сексуальные скандалы в США из-за движения «Me Too»
- 20 января 2018 года—22 января 2018 года — приостановка работы правительства США
- 30 января 2018 года — Послание о положении страны 2018 года
- 9 февраля 2018 года — дефицит финансирования федерального правительства США
- 6 октября 2018 года — Сенат подтверждает кандидатуру Бретта Кавано в Верховный суд США

## Ключевые законы
- Закон о консолидированных ассигнованиях 2017 года (2017)
- Закон о противодействии противникам Америки посредством санкций (2017)
- Закон о разрешении на национальную оборону на 2018 финансовый год (2017)
- Закон о сокращении налогов и занятости (2017)
- Закон о двухпартийном бюджете (2018)
- Закон о путешествиях по Тайваню (2018)
- Закон о консолидированных ассигнованиях 2018 года (2018)
- Закон о запрещении торговли людьми (2018)
- Закон об экономическом росте, регулировании и защите потребителей (2018)
- Закон о разрешении на национальную оборону на 2019 финансовый год (2018)
- Закон о модернизации музыки (2018)
- Закон о водной инфраструктуре Америки (2018)
- Закон об агентстве по кибербезопасности и защите инфраструктуры (2018)
- Законопроект о сельском хозяйстве США (2018)
- Закон о первом шаге (2018)

## Членство

### Сенат
| Период | Всего | Вакантно | Партии                 | Партии                 | Партии                      |
| Период | Всего | Вакантно | Республиканская партия | Демократическая партия | Независимые (с демократами) |
| ------ | ----- | -------- | ---------------------- | ---------------------- | --------------------------- |
| Начало | 100   | 0        | 52                     | 46                     | 2                           |
| Конец  | 99    | 1        | 50                     | 47                     | 2                           |

### Палата представителей
| Начало | 435 | 0 | 241 | 194 |
| Конец  | 432 | 3 | 236 | 196 |